# Argyrolobium zanonii

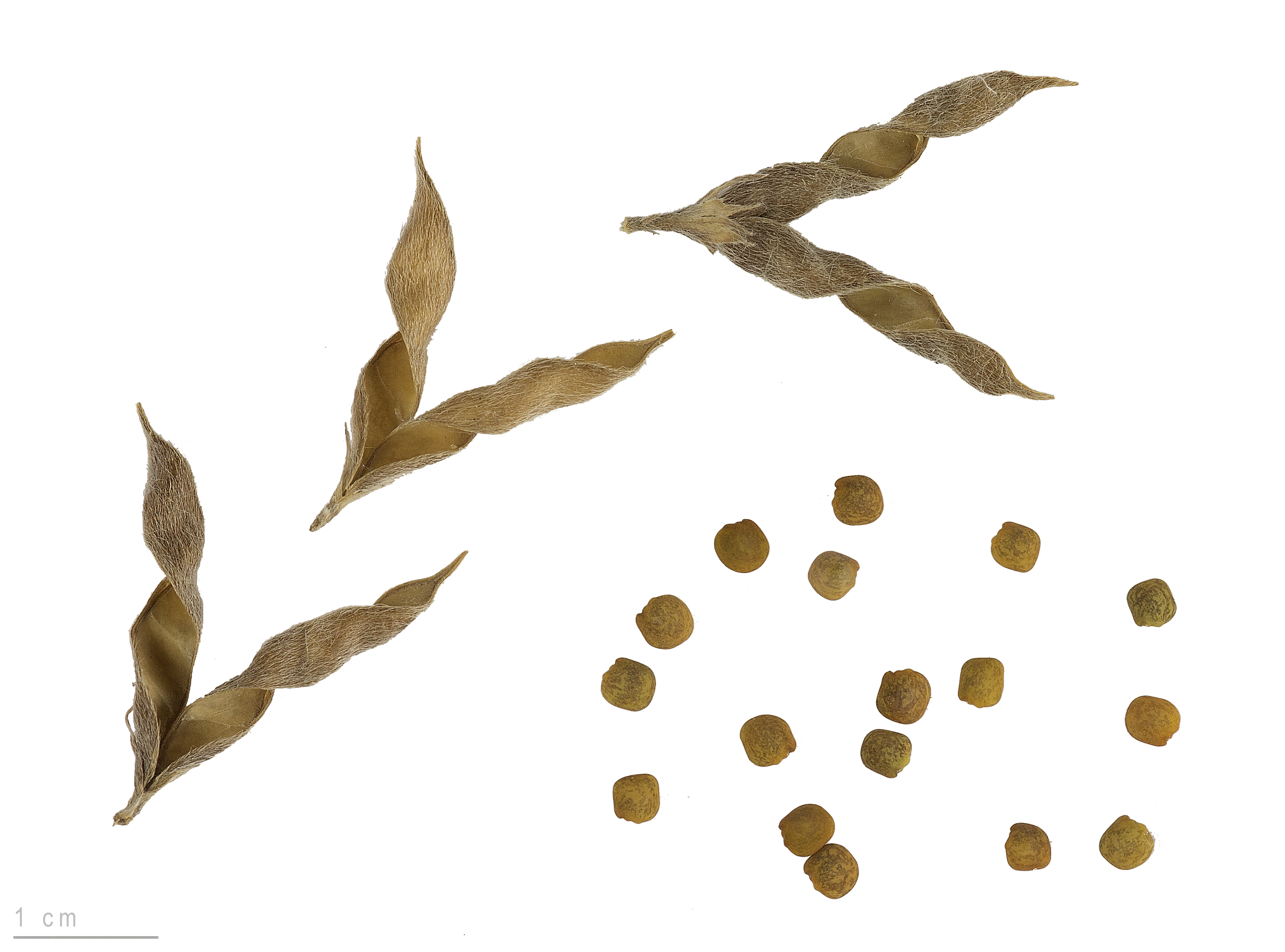
Argyrolobium zanonii - MHNT

La hierba de la plata (Argyrolobium zanonii) es una especie perteneciente a la familia de las fabáceas.

## Descripción
Subarbusto tendido que se caracteriza por sus cálices claramente rajados en 2 labios, el superior bífido y el interior con 3 sépalos. Las corolas son amarillas y grandes, con la quilla obtusa. Los frutos y el envés de las hojas poseen una capa de densos pelos blancos que aparecen por el borde de los folíolos enmarcando de argénteo el verde oscuro del haz. También los cálices, que suelen teñirse de rojizo, poseen pelos pero menos densos. Florece en primavera y verano.

## Distribución y hábitat
Vive en el sur de Europa y norte de África. Es planta rupícola sobre calizas, en lugares secos y no es rara en los montes cubiertos de pinos.

## Sinonimia
- Cytisus zanonii Turra (1780) basónimo
- Argyrolobium zanonii subsp. zanonii
- Lotophyllus argenteus subsp. linnaeanus (Walp.) Maire
- Argyrolobium linneanum Walp.
- Argyrolobium argenteum auct.
- Genista argentea (L.) Noulet
- Lotophyllus argenteus subsp. argenteus
- Lotophyllus argenteus (L.) Link
- Cytisus argenteus L.[2]
- Argyrolobium dalmaticum (Vis.) Asch. & Graebn.
- Chamaecytisus dalmaticus Vis.[3]